# Карсавин, Платон Константинович
Плато́н Константи́нович Карса́вин (1854—1922) — артист балета, балетный педагог.

## Биография
Платон Карсавин родился 17 (29) ноября 1854 года в Санкт-Петербурге в семье провинциального актёра, впоследствии ставшего портным и обосновавшегося в Петербурге, Константина Михайловича Карсавина, умершего в 1861 году, оставив трех детей (Платон — самый младший). Его жена, мать Платона Константиновича, Пелагея Павловна, скончалась в 1890 году в возрасте 70 лет.
Учился в Петербургском театральном училище, педагог М. И. Петипа. Дебютировал на сцене ещё учащимся в 1867 году партией Граф Ульрих в балете «Сирота Теролинда, или Дух долины» на музыку Цезаря Пуни, балетмейстер А. Сен-Леон.
По окончании училища в 1875 году был принят в балетную труппу Мариинского театра.
Проработал на сцене Мариинского театра до 1891 года.

## Исполнитель балетных партий
Первый исполнитель партий и танцев в постановках балетмейстера Петипа: Аполлон («Две звезды», 1871), Тритон («Приключения Пелея», 1876), черногорский танец («Роксана, краса Черногории», 1878), Лавирон («Фризак-цирюльник», 1879), Шут («Млада», 1879), абиссинский танец («Зорайя», 1881), индусский танец («Талисман», 1889), Принц Фортюне («Спящая красавица», 1890), па де сие («Калькабрино», 1891).
Исполнитель танцев: уральский пляс («Конёк-Горбунок», композитор Ц.Пуни, балетмейстер А.Сен-Леон, возобновление М.Петипа; в Энциклопедии балета ошибочно указан М.Петипа как автор балета), па-де-де («Жизель»), па-де-труа («Пахита»), тарантелла («Бандиты»), а также балетные танцевальные фрагменты балетмейстера М. И. Петипа в операх: «Джоконда», «Демон», «Мефистофель» — все балетмейстер Петипа; балетные сцены в опере «Волшебный стрелок» (балетмейстер Л. И. Иванов).
Среди партнёров: В. А. Никитина, М. Н. Горшенкова.
Критика отмечала: «Отличался виртуозной техникой, обладал большим прыжком и сильными пируэтами. Имея все данные, К. не стал ведущим танцовщиком труппы, был артистом „даровитым, но затёртым закулисною рутиной» (А. А. Плещеев. Наш балет, 2 изд., СПб., 1S99).
В 1882—1896 гг. преподавал балетное мастерство в Петербургском театральном училище. Среди учеников: А. И. Чекрыгин.

## Семья
- Брат: Владимир Константинович Карсавин — артист балета
- Сестра: Екатерина Константиновна, в замужестве Балашева, её сын: Николай Николаевич Балашев — артист балета
- Жена: Анна Иосифовна, урождённая Хомякова, внучатая племянница известного славянофила А. С. Хомякова[3].
- Дочь: выдающаяся балерина Тамара Платоновна Карсавина.
- Сын: философ Лев Платонович Карсавин, был репрессирован, могила на лагерном погосте в Абези[1].

По мемуарной книге дочери (Карсавина Т., Театральная улица, Л., 1971), семья жила небогато, из-за нехватки денег, приходилось часто переезжать в поисках более дешёвой квартиры: «Так, воспоминания о месте жительства, относящиеся к 1890 году, можно дополнить указанием точного адреса съёмной квартиры, — набережная Екатерининского канала (ныне — канала Грибоедова), дом 170, кв. 9. По этому адресу семья Карсавиных жила до 1896 года, когда, в связи с ухудшением финансового положения (по свидетельству автора «Театральной улицы»), переехала в другую квартиру в том же доме — кв. 15. Дом 170 находится совсем недалеко от места соединения канала Грибоедова с Фонтанкой. До этого времени семья часто меняла адрес. Так, в 1888—1889 годах Анна Иосифовна проживала по четырём, последовательно сменяющимся адресам по Малой Морской, Торговой, Офицерской и Могилевской улицам. После дома на Екатерининском канале, с 1901 года, незадолго до окончания Тамарой балетного училища, семья проживала по Садовой улице, дом 93, кв. 13 [По свидетельству Т.Карсавиной («Театральная улица»), дом находился напротив церкви Покрова в Коломне (ныне площадь Тургенева, церковь снесена в 1934)]».
Там же приведены интересные факты: «После выхода на пенсию в 1891 году Платон Константинович должен был „определиться“ со своим сословным статусом. До 1870 года, когда он поступил в число казённых воспитанников Театрального училища (с этого года началось также исчисление стажа его службы), П. К. Карсавин состоял в портном ремесленном цехе. В 1875 году, по выпуске из училища, он был уволен из ремесленного общества и из оклада исключен. Прослужив свыше 15 лет артистом Императорских театров, Карсавин имел право на причисление к сословию потомственных почетных граждан. Этим правом, с получением соответствующей грамоты, он воспользовался в 1891 году, после выхода в отставку»